# Instrument obligé
Sur une partition de musique classique, un instrument obligé — on emploie souvent le mot italien correspondant : obbligato, ou obligato — est l'indication que telle partie de l'œuvre exige d'être interprétée par tel instrument précis. L'expression suppose un instrumentiste « de premier plan » — par opposition aux musiciens d'accompagnement — : « instrument obligé » sous-entend « soliste », et souvent, « partie concertante » et « virtuosité ».
Par exemple : un « air pour soprano et orchestre de chambre avec clarinette obligée » indique qu'il est absolument nécessaire que la voix attribuée à la clarinette soit exécutée par cet instrument, et non par un autre.
Cette mention permet au compositeur de prévenir que les exigences techniques de la partie concernée, ou encore, les nécessités de volume ou de timbre, interdisent l'emploi d'un instrument différent. C'est en somme l'indication contraire du célèbre « ad libitum ».
À la Renaissance et à la période baroque, les voix et les instruments sont interchangeables. Dans le domaine de la musique instrumentale, il n'est pas rare que, pour différentes raisons et dans différentes circonstances, une partie, initialement composée pour un certain instrument, soit par la suite exécutée par un autre, de tessiture équivalente — le remplacement d'une flûte par un violon, par exemple.
Au XVIIIe siècle, et plus encore au cours de la période classique, à l'occasion du développement de la musique concertante et de ses aspects virtuoses, les compositeurs prennent l'habitude d'utiliser cette indication pour prévenir les futurs interprètes que l'effet musical de l'œuvre concernée dépend très étroitement du choix du ou des instruments « obligés ».
À partir du XIXe siècle, l'emploi de la mention « instrument obligé » est moins fréquent, parce qu'entre-temps, les partitions sont devenues plus précises quant au nombre et à la nature des instruments nécessaires à l'exécution de l'œuvre. Au XIXe siècle, on peut néanmoins retrouver cette mention, par exemple pour le Concerto grosso pour cordes et piano obbligato d'Ernest Bloch. Désormais plus contraignantes, les indications d'instrumentation sont le plus souvent scrupuleusement respectées par les interprètes.